# Hugo von Brienne
Hugo von Brienne (* um 1240; † 8. August 1296 bei Lecce) war ein Graf von Brienne und Lecce. Er war der zweite überlebende Sohn von Graf Walter IV. von Brienne und Maria von Zypern aus dem Haus Lusignan.

## Leben
Hugos Vater starb zwischen den Jahren 1244 und 1247, worauf sein älterer Bruder Johann I. diesem in der Grafschaft Brienne in Frankreich nachfolgte. Als Johann 1260/61 ebenfalls starb, erbte Hugo die Grafschaft sowie die Ansprüche der Familie in Süditalien, darunter das Fürstentum Tarent und die Grafschaft Lecce, die 1205 beschlagnahmt worden waren.
Er beanspruchte darüber hinaus 1264 als Sohn der ältesten Tochter von Alice von Jerusalem und Hugo I. von Zypern die Besitzungen auf Zypern sowie die Regentschaft im Königreich Jerusalem für den minderjährigen und abwesenden Konradin von Hohenstaufen (und damit indirekt eine Anerkennung als Nachfolger), wurde aber von dem Haute Cour zugunsten seines Vetters Hugo von Antiochia übergangen, und zog sich danach weitgehend aus der Politik in Outremer zurück. Als ein anderer Vetter, König Hugo II. von Zypern, 1267 starb, wurde er erneut gegenüber dem Regenten Hugo von Antiochia hintangestellt, der den Thron Zyperns als Hugo III. bestieg (und 1268 als Hugo I. auch in Jerusalem folgte).
Hugo entschied sich nun, sein Glück in Europa zu suchen. Er trat in den Dienst Karls von Anjou und half diesem ab 1266 bei der Eroberung des Königreichs Sizilien. 1268 nahm er an der Schlacht bei Tagliacozzo gegen Konradin teil. In den nächsten Jahren wurde er von Karl von Anjou zum Generalkapitän von Brindisi, Otranto und Apulien sowie zum Herrn von Conversano ernannt. Er wurde ein entschiedener Anhänger der angevinischen Sache in Italien, was ihm 1269 mit der Rückgabe der Grafschaft Lecce vergolten wurde.
Nach dem Ausbruch der sizilianischen Vesper 1282 nahm Hugo am Kampf gegen Aragón teil. In der Seeschlacht im Golf von Neapel am 5. Juni 1284 wurde er ebenso wie Prinz Karl von Salerno gefangen genommen. Für seine Freilassung trat er 1289 seine Rechte auf den zypriotischen Thron an König Alfons III. von Aragón ab. Hugo fiel schließlich 1296 in der Schlacht von Gagliano vor den Mauern der Stadt Lecce im Kampf gegen Roger von Lauria.

## Familie
Hugos erste Ehefrau war seit 1277 Isabella, die Tochter von Guido I. de la Roche, Herzog von Athen, von der er zwei Kinder bekam:
- Walter V. von Brienne († 1311), Herzog von Athen
- Agnes von Brienne, ⚭ Johann, Graf von Joigny

Seine zweite Ehefrau war ab 1291 Helena Komnena Dukaina von Epirus-Neopatras, Erbin von Lamia und Larisa. Mit ihr hatte er eine Tochter:
- Johanna von Brienne, ⚭ Niccolò Sanudo, Herzog von Naxos.